# Baixo Aragão

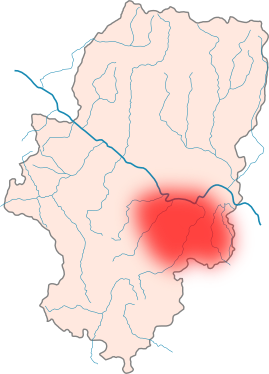
Extensão aproximada do Baixo Aragão, tal como era entendido antes da introdução das comarcas em 1999.

Baixo Aragão (em castelhano:  Bajo Aragón ou Tierra baja, em aragonês:  Baixo Aragón) é um território pertencente à comunidade autónoma espanhola de Aragão que engloba aproximadamente as comarcas oficiais de Bajo Aragón, Bajo Martín, Andorra-Sierra de Arcos, Bajo Aragón-Caspe, Matarraña e Ribera Baja del Ebro, bem como alguns municípios pertencentes a outras comarcas (Maestrazgo, Campo de Belchite, Bajo Cinca e Cuencas Mineras).
Também se denomina por vezes este território como Baixo Aragão histórico para o distinguir da comarca administrativa oficialmente chamada Bajo Aragón, que existe apenas desde 1999, e cuja extensão é muito menor. Há várias opiniões em relação a que localidades pertencem ou não ao Baixo Aragão Histórico, já que este nunca constituiu uma entidade política ou administrativa, o que não impede que seja uma comarca claramente identificada como tal, tanto pelos seus próprios habitantes como pelos das comarcas próximas. Em vários momentos da história tentou formar-se a quarta província de Aragão, com capital em Alcañiz, dada a escassa relação que os municípios desta terra tiveram historicamente com Teruel, capital da província a que pertence a maior parte da área e população deste território.
Supõe-se que a origem da expressão Baixo Aragão está na correspondência com as zonas próximas do curso mais baixo do rio Ebro em Aragão, que é a zona de menor altitude da região, embora se aplique só ao lado sul do rio, já que o lado norte (Monegros) apenas tem cursos de água e é bastante despovoado. 
As localidades da famosa Rota do tambor e do bombo, com as suas procissões da Semana Santa acompanhadas de bombos e tambores, estão todas no Baixo Aragão histórico.